# Dyess
Dyess est une ville de l'État américain de l'Arkansas, située dans le comté de Mississippi. Selon le recensement de 2010, sa population est de 410 habitants.

## Démographie
| Groupe          | Dyess | Arkansas | États-Unis |
| --------------- | ----- | -------- | ---------- |
| Blancs          | 84,2  | 77,0     | 72,4       |
| Autres          | 12,4  | 4,4      | 12,1       |
| Métis           | 2,2   | 2,0      | 2,9        |
| Afro-Américains | 1,2   | 15,4     | 12,6       |
| Total           | 100,0 | 100,0    | 100,0      |
|                 |       |          |            |
| Hispaniques     | 13,7  | 6,4      | 16,7       |

Selon l'American Community Survey, pour la période 2011-2015, 98,38 % de la population âgée de plus de 5 ans déclare parler l'anglais à la maison et 1,62 % l’espagnol.
| 1970 | 1980 | 1990 | 2000 | 2010 | - |
| ---- | ---- | ---- | ---- | ---- | - |
| 433  | 446  | 466  | 515  | 410  | - |